# Vrbas (Donji Vakuf)
Vrbas es un pueblo de la municipalidad de Donji Vakuf, en el cantón de Bosnia Central, Bosnia y Herzegovina.

## Superficie
Posee una superficie de 0,66 kilómetros cuadrados.

## Demografía
Hasta 2013 la población era de 177 habitantes, con una densidad de población de 267,1 habitantes por kilómetro cuadrado.